# Hottentotvijg
De hottentotvijg (Carpobrotus edulis) is een plant uit de ijskruidfamilie (Aizoaceae). De plant is ingevoerd vanuit Zuid-Afrika en is nu in veel Europese landen te vinden, vooral aan de kust. Verschillende verwante soorten komen tegenwoordig in Europese kustgebieden voor.
Het is een kruipende plant die zich flink kan uitspreiden. Zo worden kussens gevormd van 25-30 cm hoog. Ze komen voor op rotsen, kliffen en zandgrond. Het blad is heldergroen, vlezig en worstvormig. De bladeren kunnen tot 10 cm lang worden. Ze vertonen op de dwarsdoorsnede een driekantige vorm.

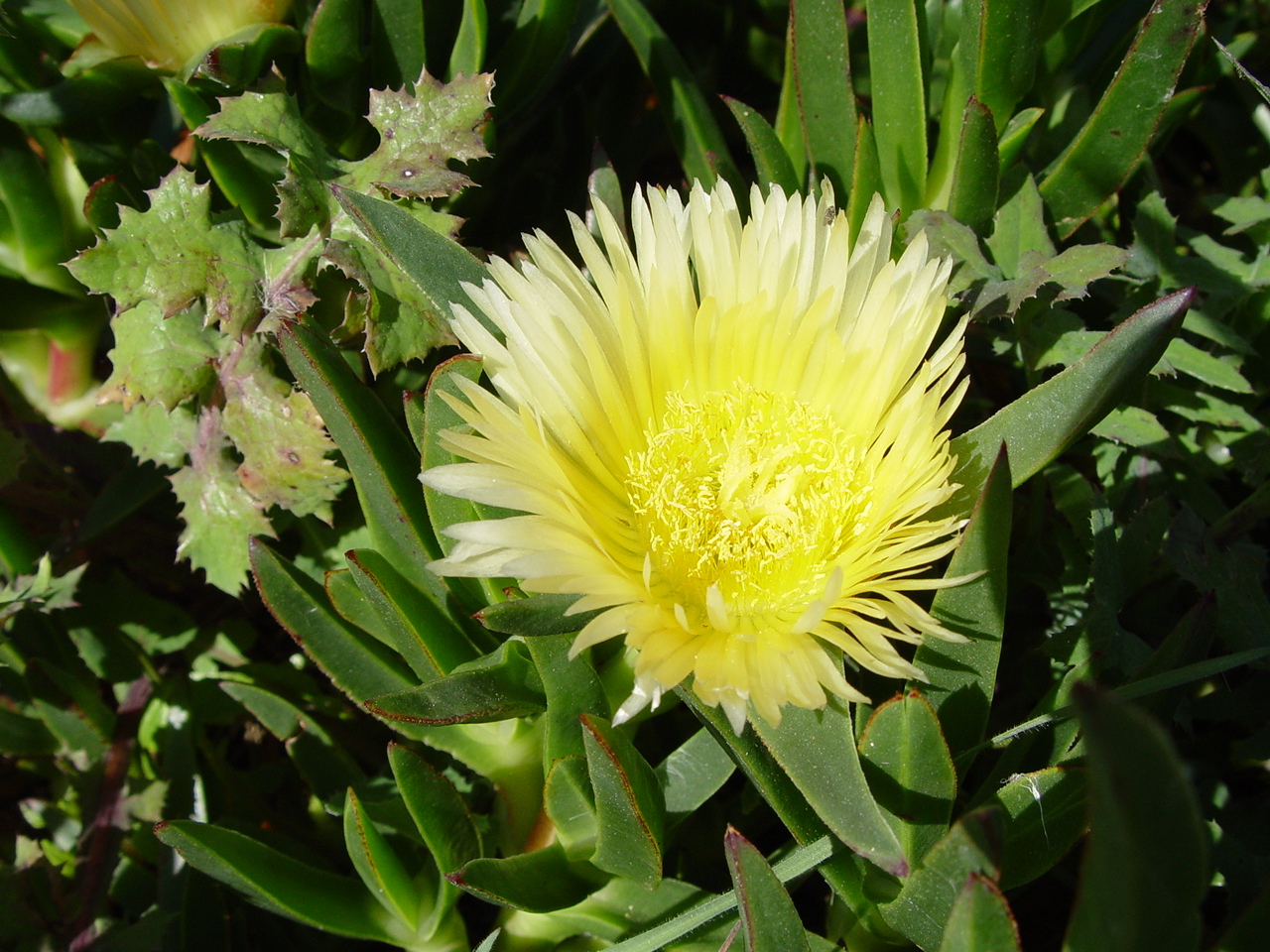
Vorm met gele bloem

## Bloem en vrucht

Vruchten

De bloemen staan alleen op een gezwollen steel en bloeien van april tot juli. De bloem is donkerroze of soms geel en heeft een doorsnede van maximaal 5 cm. Er zijn vijf kelkblaadjes en veel gele meeldraden. De kelkbuis heeft vijf stippen.
De hottentotvijg draagt een vlezige doosvrucht die niet openspringt. De vruchten zijn eetbaar.